# Peugeot 206 WRC
El Peugeot 206 WRC es un vehículo de rally basado en el Peugeot 206 con homologación World Rally Car. Fue construido por Peugeot para participar en el Campeonato Mundial de Rally en el equipo oficial, el Peugeot Sport, entre 1999 y 2003 donde logró tres campeonatos de constructores y dos de pilotos, ambos ganados por Marcus Grönholm. El 206 WRC tuvo cuatro evoluciones y logró un total de veinticuatro victorias y sesenta y cinco podios en el mundial.
El 206 WRC fue un coche que se mostró muy eficaz a pesar de las dificultades durante su desarrollo. En su primera temporada en el mundial logró su primer podio, en el San Remo de 1999, y en su segundo año, el primero en que completó el calendario, logró el título de pilotos con Marcus Grönholm, el de constructores y seis victorias. Ganó en diez pruebas diferentes del mundial y fue especialmente fuerte en las pruebas sobre asfalto donde venció en ocho ocasiones: dos victorias en Córcega (2000, 2002), tres en San Remo (2000, 2001, 2002) y tres en Cataluña (2001, 2002, 2003). Logró además ocupar el podio con doblete en Córcega 2000 y San Remo 2002 y triplete en Córcega 2002 y San Remo 2002. Solo el Citroën Xsara WRC pudo hacerle frente arrebatándole la victoria en Córcega 2001, en San Remo 2003 y colándose entre los dos Peugeot en San Remo 2001. Además del asfalto logró buenos resultados en superficies más complicadas como la nieve, donde consiguió cuatro victorias consecutivas en el Rally de Suecia (cuatro de cuatro participaciones oficiales del coche en dicha prueba) o en tierra, donde logró tres victorias consecutivas en el Rally de Finlandia y otras tres en el Rally de Australia.
Además del equipo Peugeot, también fue usado por varios equipos privados entre 2001 y 2008. El equipo francés Bozian Racing sirvió como equipo satélite de la marca entre 2002 y 2003 y continuó utilizando el 206 WRC durante las temporadas siguientes con diferentes pilotos. La escudería italiana HF Grifone también compitió en 2001 con Gilles Panizzi y Harri Rovanperä y a partir de 2004 el 206 siguió apareciendo en el mundial pero solo en manos de pilotos privados.
En 2004 fue sustituido por el Peugeot 307 WRC, vehículo que se mostró menos competitivo tras solo lograr tres victorias y dieciséis podios y no poder revalidar ninguno de los títulos que su antecesor había conseguido.
En 2003 Peugeot comercializó una versión deportiva del 206 de serie basada en su homólogo de competición llamada Peugeot 206 RC.

## Desarrollo y características

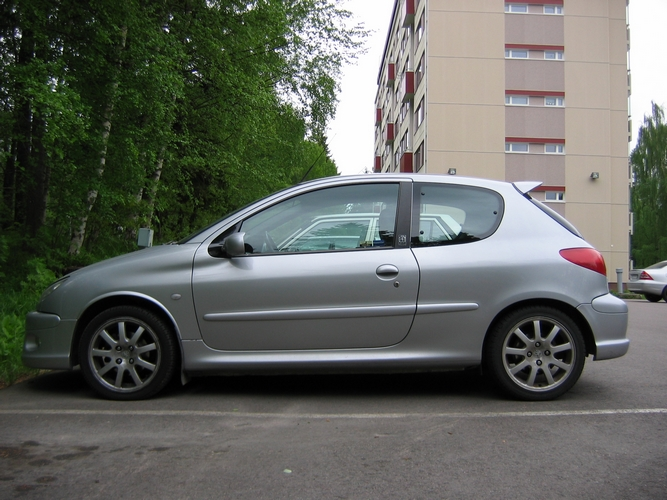
Peugeot desarrolló su primer World Rally Car sobre la base del Peugeot 206 en una edición limitada más larga que la convencional, llamada Peugeot 206 GT.

En 1997 Peugeot decidió regresar al Campeonato Mundial de Rally que había abandonado en 1986 tras la prohibición de los grupo B. Aunque la marca llevaba desde 1995 compitiendo esporádicamente con el Peugeot 306 Maxi, coche con el que había llegado a pelear por la victoria en algunos rallyes del mundial, decidió meterse de lleno en la lucha por los títulos y para ello necesitaba desarrollar un automóvil World Rally Car. El modelo elegido para tal fue el Peugeot 206, un coche que se comercializaba desde septiembre de 1998. Su construcción se inició en marzo de ese mismo año y se marcó como fecha de debut el Rally de Córcega de 1999. Entre los ingenieros de Peugeot Sport encargados de desarrollar el 206 WRC se encontraban algunos que habían participado en la década de los 80' en la construcción del Peugeot 205 Turbo 16, e incluso, el jefe del proyecto era el expiloto francés Jean Pierre Nicolas, que había pilotado dicho coche. Otros miembros responsables del proyecto eran François Xavier Delfosse, líder del proyecto, Nadan Michel, jefe de ingenieros, y Xavier Carlotti. El cuerpo del coche fue diseñado por Gerard Welter y Gunak Murat, este último, exdiseñador de Mercedes-Benz.
Para poder homologar el 206 como World Rally Car, la marca tuvo que comercializar una versión limitada de 2500 unidades llamada Peugeot 206 GT, con la única diferencia respecto del 206 convencional en que esta tenía una longitud de 4,005 m, la longitud necesaria para poder ser homologado como tal. Para ganar esos centímetros extra se le añadieron unos voladizos trasero y delantero a los parachoques por lo que la distancia entre ejes seguía siendo la misma, 2,468 mm y la estructura del coche no se vio modificada. Estas cifras convertían al 206 WRC en uno de los coches más pequeños del mundial y consecuentemente en uno de los más ágiles y nerviosos pero también en el más difícil de pilotar. Solo el SEAT Córdoba WRC tenía una distancia entre ejes más corta con 2443 mm.

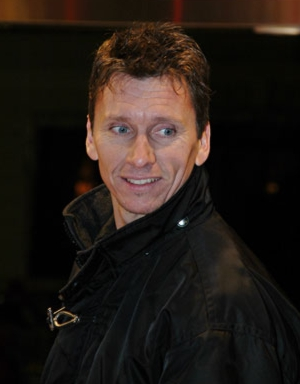
El francés Gilles Panizzi fue uno de los pilotos encargados de realizar los test. Logró siete victorias con el 206 WRC, todas ellas en asfalto.

El 206 WRC era un vehículo del segmento C, al igual que el Toyota Corolla WRC y el Ford Focus WRC. Tenía más parecido con el Peugeot 205 T16 que con el 206 de serie e incluso el motor, hecho en aluminio fundido a presión, era el mismo utilizado en el 205 T16. Los ingenieros de Peugeot tuvieron que trabajar sobre la base del 206 para adaptarse a la normativa WRC. Agrandaron los pasos de rueda e hicieron hueco para dar cabida al túnel de transmisión, reforzaron la estructura y añadieron el arco de seguridad, que protege a los ocupantes y da rigidez al coche. Se le dotó de un motor con turbo de dos litros de dieciséis válvulas que contaba con tracción a las cuatro ruedas, neumáticos de dieciocho pulgadas de la marca Michelin, suspensiones de tipo McPherson fabricados por la propia Peugeot, que tenían la ventaja de ser muy compactos por lo que no requerían gran espacio para su montaje. Estaba dotado de diferenciales central y frontal electrónicos y el trasero era mecánico y alcanzaba una potencia máxima de 300 cv. La experiencia de la marca con el Peugeot 306 Maxi sobre asfalto permitió dotar al 206 WRC de un mecanismo diferencial que daba al coche un gran rendimiento sobre esta superficie. Contaba con una caja de cambios de seis marchas secuenciales, desarrollada por el fabricante inglés X-Trac, montada longitudinalmente en la parte trasera del motor, mientras que este estaba montado transversalmente. Este tipo de montaje tenía varias ventajas: mejor distribución de pesos, menor inercia en el eje delantero, fácil acceso, transferencia directa de par para el diferencial central y el eje trasero y posibilitaba usar engranajes más grandes y fuertes, pero también varias desventajas: provocaba fallos mecánicos con mayor facilidad, como se pudo observar en 1999, en sus primeras apariciones en el campeonato del mundo. Los ingenieros tuvieron que enfrentarse a estos problemas y en 2001 introdujeron una caja de cambios con cinco velocidades, lo que dio mayor fiabilidad.
Dentro de la cabina el 206 también sufrió cambios significativos. Al retrasar el motor para colocarlo lo más centrado posible, los ingenieros tuvieron que elevar la posición de los asientos, aunque esto representaba una ventaja porque se ganaba en visibilidad para los ocupantes.

### Test de prueba
En abril de 1999 la marca construyó las veinte unidades requeridas para homologar el 206 como World Rally Car ante la FIA. Antes de su debut se probaron varias unidades durante unos test, donde algunas fueron destruidas en varios accidentes, uno de ellos provocado por Gilles Panizzi, que sufrió uno en Córcega del cual salió ileso. En estos test, la marca se encontró con diversos problemas de juventud. Las vibraciones del motor afectaban a la transmisión y en los tramos de tierra la caja de cambios se rompía a los 40 km, además los triángulos de suspensión no soportaban la presión y se rompían con facilidad. Incluso en los test sobre asfalto realizados en Pau, se llegaron a romper dos motores en solo nueve kilómetros. Los continuos problemas de fiabilidad se arrastraron hasta un mes antes de su debut y los ingenieros tuvieron que trabajar día y noche, a contrarreloj, para poder resolver todas las averías. Finalmente el coche, durante una última sesión de tres días en los Alpes, realizó 350 km sin acarrear ningún problema, por lo que el 206 se encontró listo para competir.

### Evoluciones

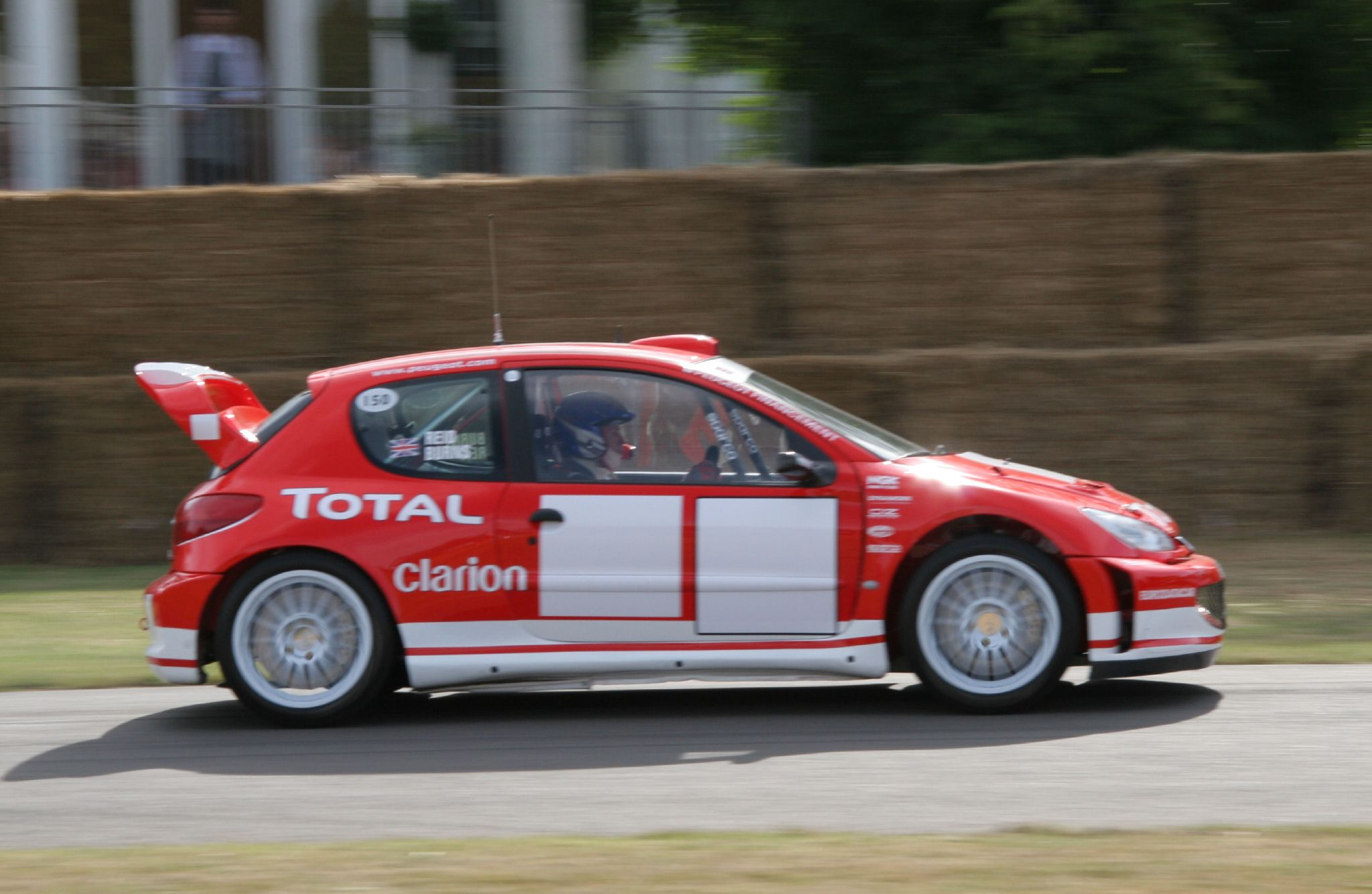
El Peugeot 206 WRC contaba con un prominente alerón trasero.

El Peugeot 206 WRC tuvo cuatro evoluciones diferentes a lo largo de su trayectoria en el mundial. Todas ellas lograron vencer en alguna prueba y la que logró el mejor palmarés fue la última: 206WRC (2002), con ocho victorias y veintiséis podios.
206WRC
La primera versión debutó en el Rally de Córcega de 1999 y logró una victoria, en Suecia 2000, y tres podios.
206WRC (2000)
La segunda evolución se estrenó en el Rally Cataluña de 2000 y logró siete victorias y quince podios. Esta versión incluía varias novedades, se cambiaron los diferenciales mecánicos por unos de tipo activo, se sustituyó el turbo por uno nuevo, se cambiaron los conductos de admisión y la geometría de las suspensiones. Lo que nunca pudieron solucionar los ingenieros fue la falta de espacio para trabajar, al ser un coche tan pequeño les impidió situar el embrague en línea con la caja de cambios, además el coche tuvo problemas de refrigeración debido al limitado tamaño del intercooler.
206WRC (2001)
La tercera evolución debutó en el Rally de Chipre de 2001 y logró ocho victorias y veintiún podios. Esta versión incluyó una caja de cambios de cinco velocidades, que ya se había probado de manera experimental en el coche Rovanperä en el Rally de Argentina. Esta intención de reducir una velocidad significaba que la caja de cambios podía albergar engranajes más grandes por lo que se aumentaba la resistencia y por tanto la fiabilidad era mayor. También se trabajó en el motor y en la refrigeración, especialmente en la entrada de aire situada en el capó. Se cambiaron de sitio algunos componentes para hacerlos más accesibles en las reparaciones durante la competición y se redujo el peso del coche.
206WRC (2002)
La cuarta evolución debutó en el Rally Acrópolis de 2002 y logró ocho victorias y veintiséis podios. Los ingenieros de Peugeot apenas introdujeron novedades en esta última versión aunque se trabajó en mejorar la fiabilidad y especialmente en el alerón trasero al que se le incorporaron aletas verticales para generar mayor carga aerodinámica. También se mejoró la refrigeración y se reforzó la suspensión.

## Competición

### Temporada 1999
En su primer año, los pilotos encargados de conducirlo fueron François Delecour, Gilles Panizzi y el finés Marcus Grönholm. El coche participó en seis pruebas: Córcega, Grecia, Finlandia, San Remo, Australia y Gran Bretaña y el mejor resultado fue el segundo puesto logrado por Panizzi en San Remo. Los pilotos encargados para hacer debutar al 206 WRC en el Rally de Córcega de 1999 fueron los franceses Panizzi y Delecour. Este último logró el primer scratch para el 206 WRC por lo que las dudas que había generado meses antes se disiparon, pero a pesar del buen inicio en el rally ambos pilotos tuvieron que abandonar. En Grecia de nuevo se repitió la historia de Córcega y los dos 206, en este caso de Grönholm y Panizzi, terminaron abandonando por sendas averías mecánicas. En la tercera prueba, Finlandia, los tres pilotos de Peugeot lograron terminar la carrera, logrando los primeros puntos para el mundial de constructores con un noveno puesto de Delecour y un cuarto de Grönholm, muy cerca del podio. No fue hasta San Remo cuando el 206 WRC logró su primer podio gracias a la actuación de Panizzi, que terminó segundo a sólo dieciocho segundos del vencedor, Tommi Mäkinen. Las dos últimas carreras de esa temporada fueron Australia y Gran Bretaña, donde el 206 WRC volvió a sumar puntos para el campeonato con el quinto puesto de Grönholm y el séptimo de Panizzi. Ese año Peugeot finalizó sexto con once puntos en el certamen de marcas.
| Año  | Equipo  | Pilotos           | FRA | GRE | FIN | ITA | AUS | GBR | Pos. | Puntos | Notas  |
| 1999 | Peugeot | Marcus Grönholm   |     | Ret | 4   | 8   | 5   | Ret | 6º   | 11     | [ 15 ] |
| 1999 | Peugeot | Gilles Panizzi    | Ret |     | 33  | 2   |     | 7   | 6º   | 11     | [ 15 ] |
| 1999 | Peugeot | François Delecour | Ret | Ret | 9   | Ret | Ret | Ret | 6º   | 11     | [ 15 ] |

| Clave |               |
| Ret   | No terminó.   |
| DES   | Descalificado |
| DNS   | No empezó     |

### Temporada 2000

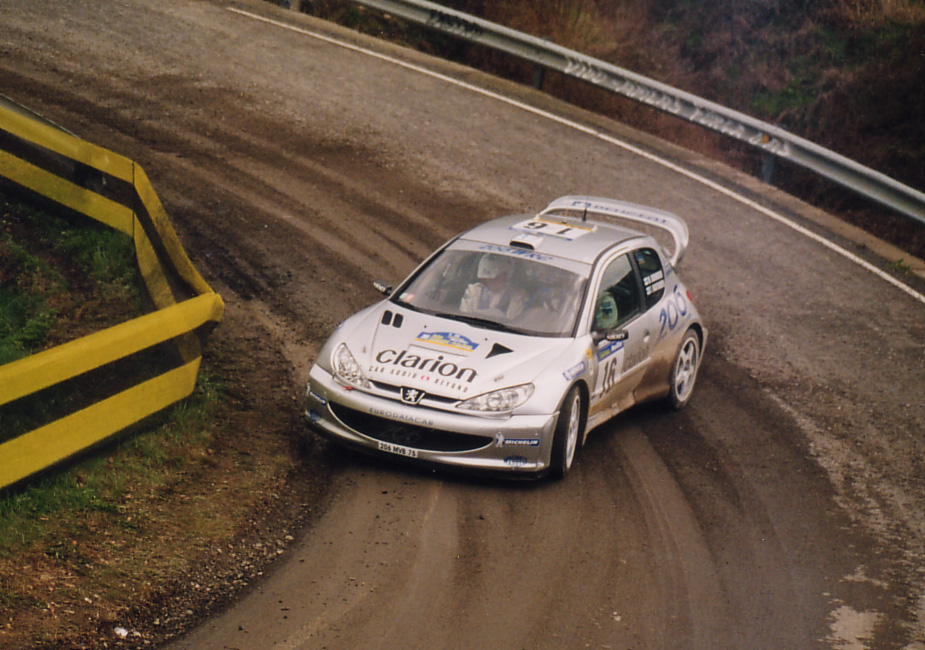
Marcus Grönholm fue el piloto que mayor palmarés logró con el Peugeot 206 WRC: quince victorias y dos campeonatos del mundo. En la imagen durante el Rally Cataluña de 2000.

En el año 2000 el 206 WRC realizó su primera temporada completa en el mundial. El equipo repitió pilotos, con el añadido de Sebastian Lindholm en el Rally de Finlandia. En la primera carrera, en Montecarlo, se vivió uno de los peores momentos para la marca, los tres 206 WRC se negaron a arrancar en el quinto tramo por lo que se vivió un triple abandonó. La suerte cambiaría en Suecia tras llegar la primera victoria para el 206 de la mano de Grönholm, que terminó con una ventaja de solo seis segundos sobre Mäkinen. La buena actuación del finés supuso también la primera victoria en su palmarés. En la siguiente prueba, el duro Safari, ambos pilotos, Grönholm y Panizzi tuvieron que abandonar. En Portugal se logró el segundo podio del año gracias al piloto finés, que terminó a seis segundos del vencedor de la prueba, Richard Burns. Por su parte, Delecour terminó en la quinta plaza. En Cataluña Peugeot estrenó la segunda evolución con buenos resultados, los tres pilotos finalizaron en los puntos (5º, 6º y 7º). En Argentina, Grönholm logró su tercer podio del año al terminar en segundo lugar detrás de Burns, que se afianzaba en el liderato. En Grecia, sin embargo Marcus abandonó por rotura en el motor mientras que Delecour salvó unos puntos con su noveno puesto. En Nueva Zelanda llegó la segunda victoria del año de nuevo con Grönholm como protagonista, luego de que terminara la carrera por delante de los Focus WRC de McRae y Sainz. Su actuación le valió para situarse a solo cuatro puntos del líder del campeonato. Tan solo una carrera después, en Finlandia, el finés logró la tercera victoria para el 206 WRC y gracias al abandono de Burns se situó primero en el certamen. Su actuación se vio redondeada con el quinto y sexto puesto de Delecour y Lindholm. En Chipre, donde debutó la tercera evolución del 206 WRC, Grönholm rompió el motor en el sexto tramo y tuvo que abandonar, mientras que el francés terminó en la tercera plaza y salvó cuatro puntos para el certamen de marcas. A partir de ahí el coche no se bajó del podio hasta el final de temporada, primero con las victorias de Panizzi y los dos segundos puestos de Delecour en Córcega y San Remo, que supusieron los primeros dobletes para el 206, y después con la victoria de Grönholm en Australia y el segundo puesto en Gran Bretaña. La marca terminó primera en el campeonato de constructores y en el de pilotos, lo que supuso el mejor resultado posible en el primer año completo en el mundial para el 206 WRC.
| Año  | Equipo  | Pilotos            | MON | SWE | KEN | POR | ESP | ARG | GRE | NZL | FIN | CYP | FRA | ITA | AUS | GBR | Pos. | Puntos | Notas  |
| 2000 | Peugeot | Marcus Grönholm    | Ret | 1   | Ret | 2   | 5   | 2   | Ret | 1   | 1   | Ret | 5   | 4   | 1   | 2   | 1º   | 111    | [ 35 ] |
| 2000 | Peugeot | Gilles Panizzi     | Ret |     | Ret |     | 6   |     |     |     |     |     | 1   | 1   | Ret | 8   | 1º   | 111    | [ 35 ] |
| 2000 | Peugeot | François Delecour  | Ret | 7   |     | 5   | 7   | 13  | 9   | Ret | 6   | 3   | 2   | 2   | 3   | 6   | 1º   | 111    | [ 35 ] |
| 2000 | Peugeot | Sebastian Lindholm |     |     |     |     |     |     |     |     | 5   |     |     |     |     |     | 1º   | 111    | [ 35 ] |

| Clave |               |
| Ret   | No terminó.   |
| DES   | Descalificado |
| DNS   | No empezó     |

### Temporada 2001

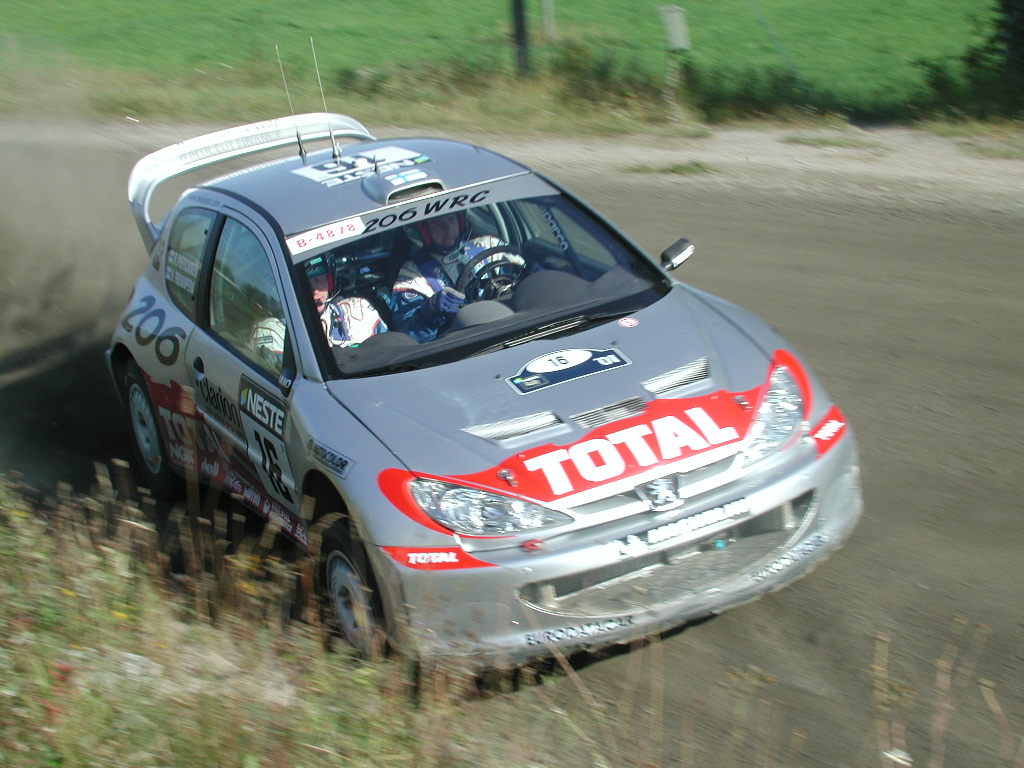
Harri Rovanperä en el Rally de Finlandia de 2001. Ese año el finés se mostró el más regular de los pilotos de Peugeot con cinco podios, una victoria y solo tres abandonos.

En temporada 2001 el equipo contó de nuevo con Grönholm, Panizzi y fichó al francés Didier Auriol y al finés Harri Rovanperä, mientras que Delecour se marchó a Ford. El año comenzó de nuevo con la mala suerte de Montecarlo, donde los tres pilotos tuvieron que abandonar: Grönholm por rotura de la bomba de agua, Auriol por perder una rueda en el segundo tramo y Panizzi por accidente. En Suecia a pesar de los problemas en el motor de Marcus y de la transmisión de Auriol, Rovanperä consiguió la victoria. En Portugal, y tras dos abandonos, el finés logró terminar tercero, mientras que su compañero Auriol finalizó en la octava posición y Panizzi, que compitió como privado, acabó en la duodécima posición. En Cataluña llegó el primer doblete del año, Auriol y Panizzi terminaron en las dos primeras plazas del podio, mientras que Grönholm se vio obligado a abandonar por rotura de una rueda en el quinto tramo. La mala suerte del finés no se quedaría ahí, puesto que sumó cuatro abandonos más y de manera consecutiva: Argentina, Chipre, Acrópolis y Safari. La misma suerte tuvieron en Argentina y Chipre, donde ningún 206 consiguió terminar la prueba, a pesar incluso del estreno de la tercera evolución del coche en tierras chipriotas. En Acrópolis y Safari Rovanperä, que ese año sería el más regular, sumó dos podios más con una tercera y segunda posición. En Finlandia Grönholm de nuevo consiguió terminar en lo más alto del podio, con lo que logró su primera victoria del año y la novena para el 206 WRC, mientras que su compatriota Rovanperä finalizó en la cuarta plaza a menos de un segundo del tercer puesto ocupado por el Focus de McRae. En Nueva Zelanda los tres pilotos de Peugeot finalizaron en los puntos, con un tercer puesto de Rovanpera, un quinto de Grönholm, que había sido cuarto de no ser por una penalización de diez segundos, y un sexto de Auriol. Tras estos resultados Peugeot se encontraba cuarta en el mundial de constructores con 44 puntos muy lejos de Ford con 76, sin embargo a falta de cuatro pruebas para terminar la temporada el equipo remontó hasta lograr el primer puesto. En San Remo, al igual que el año anterior, el Peugeot 206 WRC volvió a vencer gracias a Panizzi, esta vez acompañado en el podio por Auriol que terminó en la tercera posición. Además de la séptima posición de Gronholm, dos pilotos privados, el italiano Renato Travaglia y el francés Simon Jean-Joseph terminaron entre los diez primeros pilotando sendos 206 WRC. En Córcega de nuevo Auriol y Panizzi realizaron una buena labor tras finalizar en el segundo y tercer cajón del podio, mientras que Rovanperä, que compitió como privado, terminó en la séptima posición. Los buenos resultados en Italia y Francia permitieron a la marca situarse segundo en el campeonato de marcas a falta de dos pruebas. En Australia llegó la segunda victoria para Grönholm, acompañado en el podio por Auriol que sumaba su tercer podio consecutivo, mientras que Rovanperä finalizó por detrás en la cuarta posición. Solo el Impreza WRC de Richard Burns impidió un posible triplete de Peugeot, que a la postre se llevaría el título de pilotos ese año. Tras la prueba australiana Peugeot se colocó líder del certamen a falta de una prueba, solo amenazada por Ford que estaba segunda a cuatro puntos de distancia. En Gran Bretaña, el 206 logró su segundo doblete del año con Grönholm en lo más alto y Rovanperä segundo. Estos resultados, y el abandono de los pilotos de Ford, dieron a la marca francesa el segundo campeonato de marcas para el Peugeot 206 WRC.
| Año  | Equipo         | Pilotos           | MON | SWE | POR | ESP | ARG | CYP | GRE | KEN | FIN | NZL | ITA | FRA | AUS | GBR | Pos. | Puntos | Notas  |        |        |
| 2001 | Peugeot        | Marcus Grönholm   | Ret | Ret | 3   | Ret | Ret | Ret | Ret | Ret | 1   | 5   | 7   | Ret | 1   | 1   | 1º   | 106    | [ 50 ] |        |        |
| 2001 | Peugeot        | Didier Auriol     | Ret | Ret | 8   | 1   | Ret | Ret | Ret | Ret | Ret | 6   | 3   | 3   | 3   | 7   | 1º   | 106    | [ 50 ] |        |        |
| 2001 | Peugeot        | Gilles Panizzi    | Ret |     |     | 2   |     |     |     |     |     |     | 1   | 2   | 9   |     | 1º   | 106    | [ 50 ] |        |        |
| 2001 | Peugeot        | Harri Rovanperä   |     | 1   | Ret |     | Ret | Ret | 3   | 2   | 4   | 3   |     |     | 4   | 2   | 1º   | 106    | [ 50 ] |        |        |
| 2001 | HF Grifone Srl | Gilles Panizzi    |     |     | 12  |     |     | Ret | DES |     | 14  |     |     |     |     | Ret | -    | 0      | [ 51 ] | [ 51 ] | [ 51 ] |
| 2001 | HF Grifone Srl | Harri Rovanperä   |     |     |     |     |     |     |     |     |     |     | 11  | 7   |     |     | -    | 0      | [ 52 ] | [ 52 ] | [ 52 ] |
| 2001 | F.P.F. Sport   | Renato Travaglia  |     |     |     |     |     |     |     |     |     |     | 5   |     |     |     | 20º  | 2      | [ 53 ] |        |        |
| 2001 | Privado        | Simon Jean-Joseph |     |     |     | 9   |     | Ret | 8   |     |     |     | 10  |     |     |     | -    | 0      | [ 54 ] |        |        |

| Clave |               |
| Ret   | No terminó.   |
| DES   | Descalificado |
| DNS   | No empezó     |

### Temporada 2002

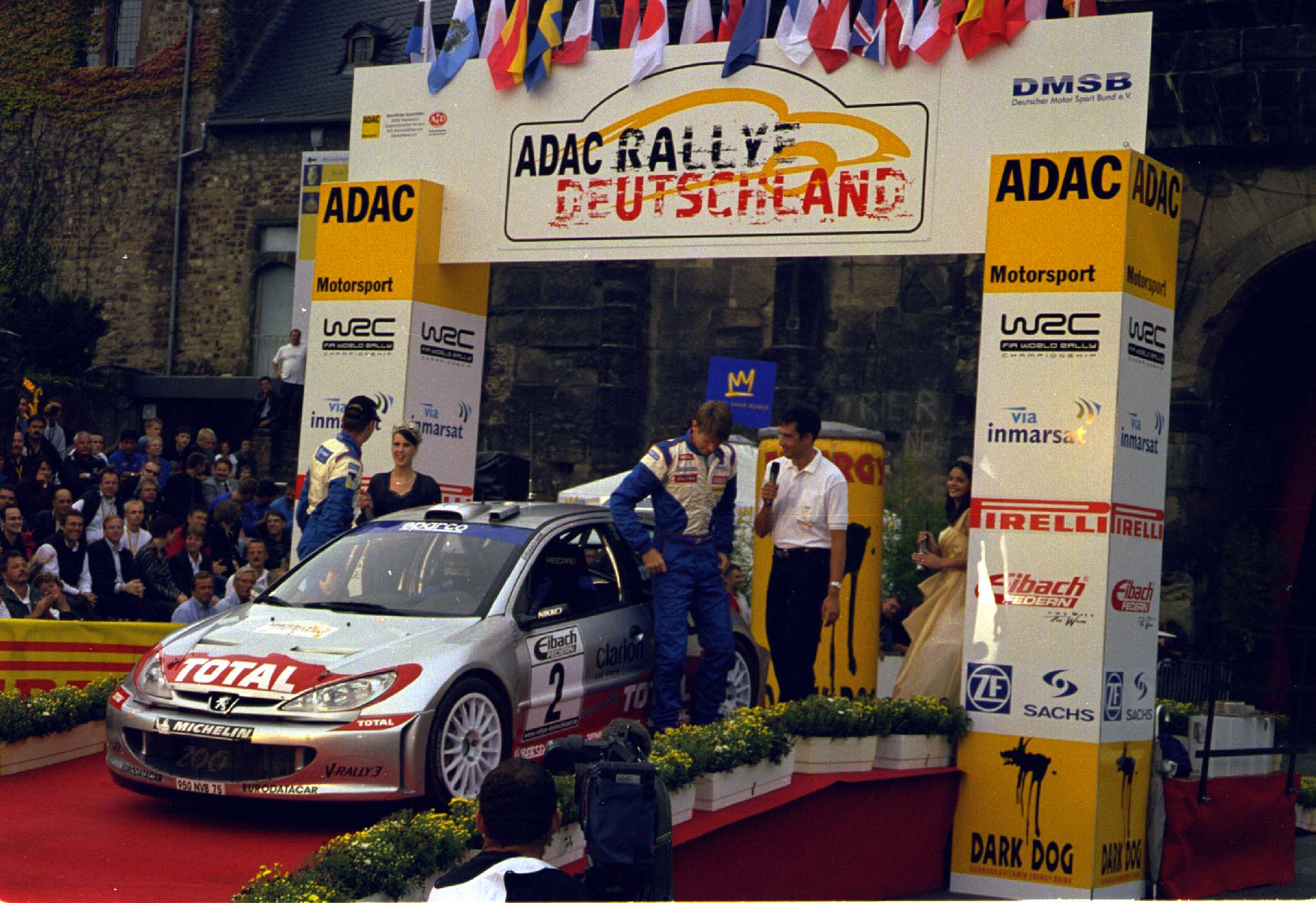
Marcus Grönholm en el Rally de Alemania de 2002 donde finalizó tercero.

En 2002 Peugeot fichó a Richard Burns, que formó equipo con Grönholm, Panizzi y Rovanperä; estos dos últimos realizaron de nuevo un campeonato a medias y disputaron algunas pruebas como privados. En Montecarlo los tres 206 WRC finalizaron en los puntos, solo Rovanperä no pudo finalizar debido a una avería en la dirección. En Suecia Grönholm logró la tercera victoria consecutiva para el 206 WRC en tierras suecas, acompañado esta vez en el podio por Rovanperä. Solo el Focus de Sainz impidió un triple podio para Peugeot tras acabar delante de Burns. En Córcega el Peugeot 206 WRC logró su primer triplete tras finalizar en las tres posiciones del podio, con victoria para Panizzi. En Cataluña a punto estuvo de repetirse el mismo logró después de que Panizzi terminara primero, Burns segundo y Gronholm cuarto. Entre los 206 se coló el Xsara WRC de Philippe Bugalski En Chipre Grönholm logró su segunda victoria del año y la cuarta consecutiva para el 206 WRC, de nuevo con el 206 copando buenas posiciones con Burns segundo y Rovanperä cuarto. Con solo cinco pruebas disputadas del mundial, Peugeot lideraba ambos campeonatos con cuarenta y un puntos de ventaja sobre Ford y Subaru y con sus pilotos en las tres primeras posiciones. Sin embargo en Argentina se vivió uno de los peores momentos de la temporada para el equipo: el Peugeot de Grönholm fue descalificado, por una asistencia ilegal, durante la mañana del domingo dando la victoria temporalmente a Burns que al día siguiente conocía también su exclusión, este último por usar un volante ilegal. En Acrópolis, la marca estrenó la cuarta y última evolución del 206, llamada 206WRC (2002), con resultados agridulces. Al segundo y cuarto puesto de Groholm y Rovanperä se sumó el abandono de Burns por avería mecánica. En el Safari Rovanperä terminó en la segunda posición mientras que Panizzi fue sexto. En Finlandia, Groholm y Burns dominaron la prueba y finalizaron en las dos primeras posiciones y en Alemania volvieron a ocupar dos plazas del podio, esta vez con el Xsara WRC de Sébastien Loeb en primer lugar. Tras la prueba alemana Peugeot aventajaba a Ford con treinta y cuatro puntos mientras que Gronholm se veía líder y cerca de lograr su segundo título con el 206. En San Remo Peugeot volvió a dominar y Panizzi logró su tercera victoria consecutiva con el 206 en la prueba italiana, mientras que su compañero Marcus terminaba tercero y Burns cuarto. En Nueva Zelanda sería Gronholm quien se llevaría la victoria, con lo que aseguró el título a falta de dos pruebas. En el podio estuvo acompañado por Rovanperä, hecho que se repitió en la siguiente prueba, Australia. En la última cita del año, Gran Bretaña, con ambos títulos decididos, Burns y Grönholm se salieron de la carretera y el noruego Petter Solberg logró la victoria con su Impreza WRC. Ese año el 206 WRC logró ocho victorias y se subió al podio en todas las pruebas del calendario salvo en tres ocasiones. Además dio a Peugeot el segundo título de pilotos y el tercero de constructores.
| Año  | Equipo        | Pilotos         | MON | SWE | FRA | ESP | CYP | ARG | GRE | KEN | FIN | GER | ITA | NZL | AUS | GBR | Pos. | Puntos | Notas  |
| 2002 | Peugeot       | Marcus Grönholm | 5   | 1   | 2   | 4   | 1   | DES | 2   | Ret | 1   | 3   | 2   | 1   | 1   | Ret | 1º   | 165    | [ 69 ] |
| 2002 | Peugeot       | Richard Burns   | 8   | 4   | 3   | 2   | 2   | DES | Ret | Ret | 2   | 2   | 4   | Ret | Ret | Ret | 1º   | 165    | [ 69 ] |
| 2002 | Peugeot       | Gilles Panizzi  | 7   |     | 1   | 1   | 10  | Ret |     | 6   |     |     | 1   | 7   | DNS |     | 1º   | 165    | [ 69 ] |
| 2002 | Peugeot       | Harri Rovanperä |     | 2   |     |     | 4   | Ret | 4   | 2   | Ret | Ret |     | 2   | 2   | 7   | 1º   | 165    | [ 69 ] |
| 2002 | Bozian Racing | Gilles Panizzi  |     | 16  |     |     |     |     | Ret |     |     |     |     |     |     | 11  | -    | 0      | [ 51 ] |
| 2002 | Bozian Racing | Harri Rovanperä | Ret |     | 11  | 7   |     |     |     |     |     |     | 9   |     |     |     | -    | 0      | [ 52 ] |
| 2002 | Privado       | Juuso Pykalisto |     |     |     |     |     |     |     |     | Ret |     |     |     |     | Ret | -    | 0      | [ 70 ] |

| Clave |               |
| Ret   | No terminó.   |
| DES   | Descalificado |
| DNS   | No empezó     |

### Temporada 2003

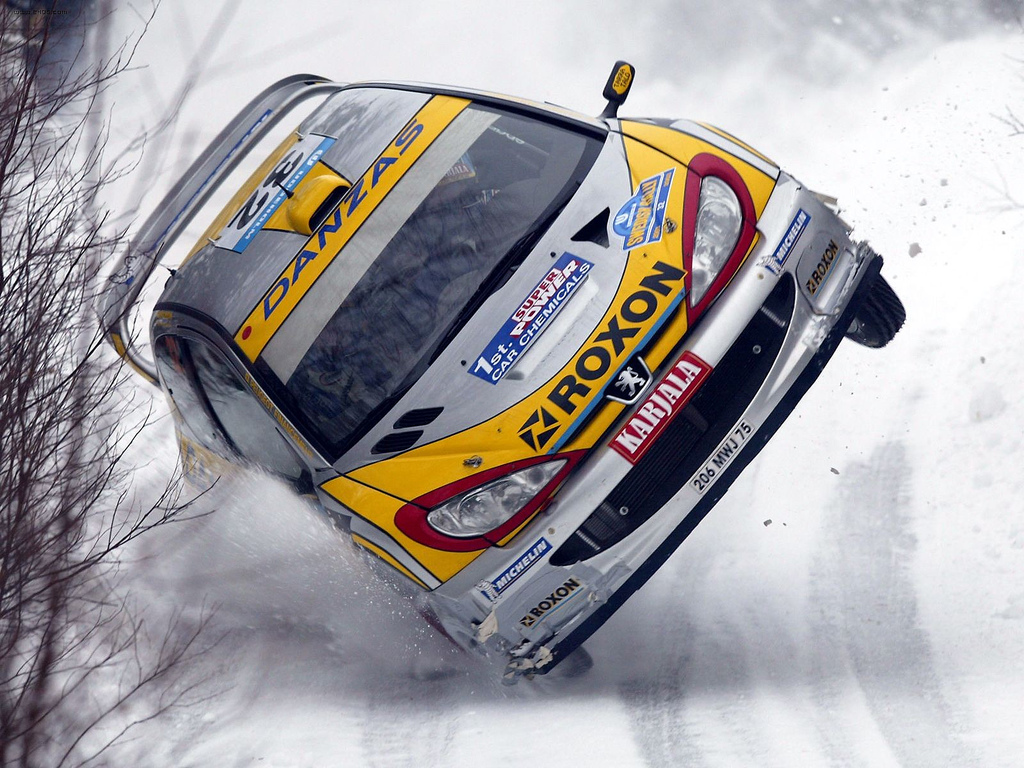
El piloto privado Juuso Pykälistö en el Rally de Suecia de 2003.

La temporada 2003 fue, en cierto modo, un año de transición para Peugeot. El 206 WRC ya tenía sustituto desde 2002. La marca había decidido que su sucesor sería el Peugeot 307 WRC y ya trabajaba en él desde mayo de ese año, por lo que el 206 no sufrió ninguna evolución más. Por este motivo, en 2003 no se mostró tan competitivo y a pesar de sus buenos resultados no pudo revalidar ninguno de los títulos conseguidos. Logró cuatro victorias más para su palmarés y varios podios, además del segundo lugar en el campeonato de marcas por detrás de Citroën, curiosamente el fabricante con el que comparte grupo: el PSA Peugeot-Citroën.
En la primera prueba, que se disputó en Montecarlo, los resultados fueron discretos: quinto puesto para Burns, Grönholm decimotercero y abandono de Panizzi. Sin embargo, en Suecia, el 206 logró la cuarta victoria consecutiva del coche en la prueba nórdica tras el triunfo de Grönholm, que estuvo acompañado en el podio por Burns, que llegó en tercer lugar. En Turquía, Burns logró terminar segundo, Panizzi quinto y Grönholm no pudo pasar de la novena posición. En Nueva Zelanda el 206 logró el mejor resultado de la temporada con los dos pilotos de Peugeot en lo más alto del podio. En Argentina el equipo logró copar dos podios, con Grönholm primero — que sería la última victoria del finés con el 206 WRC — y Burns tercero. En el Acrópolis Burns, Panizzi y Rovanperä lograron terminar entre los diez primeros, y en Chipre hubo un triple abandono, mientras que Rovanperä salvó un segundo puesto, el mejor puesto que lograría en esa temporada. En Alemania prácticamente se calcó el mismo resultado del año anterior, con Loeb de nuevo como vencedor y con Grönholm y Burns acompañándolo en el podio. En Finlandia, Grönholm inició una racha de tres abandonos consecutivos, mientras que Burns logró finalizar en la tercera plaza, puesto que repetiría en Australia. En San Remo, Panizzi no pudo repetir la victoria del año pasado al finalizar segundo por detrás de Loeb a medio minuto, en parte gracias a una penalización de treinta segundos a Markko Martin que lo relegó a la tercera plaza. En Córcega, donde el año anterior los tres Peugeot habían copado las tres plazas del podio, no pudieron superar la cuarta posición lograda por Grönholm, en tanto que Panizzi fue sexto y Burns octavo. A falta de dos pruebas para finalizar la temporada, Peugeot era segunda en el campeonato de marcas y Burns empataba a puntos con Petter Solberg, los dos por detrás de Sainz, los tres con opciones de llevarse el título. Sin embargo, en Cataluña, Burns tuvo que abandonar y Panizzi consiguió para el 206 WRC la última victoria en el mundial, mientras que Grönholm resultó sexto. En la última prueba, Gran Bretaña, Burns no pudo participar debido a un desfallecimiento previo al rally (días después le diagnosticaron un tumor cerebral) por lo que el título lo disputaron Loeb, Sainz y Solberg, que finalmente se adjudicó el piloto noruego de Subaru al lograr la victoria en tierras galesas. En la última participación oficial del Peugeot 206 WRC, ninguno de los pilotos de la marca pudo terminar la prueba al abandonar todos por avería mecánica. Los tres 206 WRC que terminaron la prueba fueron los de Roman Kresta, Juuso Pykälistö y Freddy Loix.
| Año  | Equipo        | Pilotos         | MON | SWE | TUR | NZL | ARG | GRC | CYP | GER | FIN | AUS | ITA | FRA | ESP | GBR | Pos. | Puntos | Notas  |
| 2003 | Peugeot       | Marcus Grönholm | 13  | 1   | 9   | 1   | 1   | Ret | Ret | 2   | Ret | Ret | Ret | 4   | 6   | Ret | 2º   | 145    | [ 84 ] |
| 2003 | Peugeot       | Richard Burns   | 5   | 3   | 2   | 2   | 3   | 4   | Ret | 3   | 3   | 3   | 7   | 8   | Ret |     | 2º   | 145    | [ 84 ] |
| 2003 | Peugeot       | Gilles Panizzi  | Ret |     |     |     |     |     |     | 10  |     |     | 2   | 6   | 1   |     | 2º   | 145    | [ 84 ] |
| 2003 | Peugeot       | Harri Rovanperä |     | Ret | Ret | Ret | 4   | 6   | 2   |     | Ret | 7   |     |     |     | Ret | 2º   | 145    | [ 84 ] |
| 2003 | Peugeot       | Freddy Loix     |     |     |     |     |     |     |     |     |     |     |     |     |     | 6   | 2º   | 145    | [ 84 ] |
| 2003 | Bozian Racing | Gilles Panizzi  |     |     | 5   |     |     | 7   | Ret |     |     |     |     |     |     | Ret | -    | 0      | [ 51 ] |
| 2003 | Bozian Racing | Roman Kresta    | 10  | 14  |     |     |     | Ret |     | Ret |     |     | 11  |     | 13  | 8   | -    | 0      | [ 85 ] |
| 2003 | Bozian Racing | Juuso Pykälistö |     | Ret | 11  |     |     | Ret | Ret |     | 9   |     |     |     |     | 9   | -    | 0      | [ 70 ] |
| 2003 | Bozian Racing | Ari Vatanen     |     |     |     |     |     |     |     |     | 11  |     |     |     |     |     | -    | 0      | [ 86 ] |

| Clave |               |
| Ret   | No terminó.   |
| DES   | Descalificado |
| DNS   | No empezó     |

### Temporadas posteriores
Aunque en 2004 Peugeot disputó el campeonato con el 307 WRC, varios pilotos privados hicieron apariciones con el 206 WRC. El equipo francés Bozian Racing compitió como equipo satélite para la marca ese año y en 2005. Entre sus pilotos destacaron: Nicolas Vouilloz, Henning Solberg, Daniel Carlsson, Luis Pérez Companc, Manfred Stohl o Alexandre Bengué. Consiguieron finalizar entre los diez primeros en nueve pruebas (Suecia, Nueva Zelanda, Chipre, Acrópolis, Argentina, Finlandia, Alemania, Gran Bretaña y Cataluña) y el mejor resultado fue el quinto puesto del sueco Daniel Carlsson en Grecia. En 2005 los resultados de los 206 WRC privados fueron más modestos. Solo el español Xavi Pons con un décimo puesto en México y Daniel Carlsson con un octavo en Chipre consiguieron finalizar en los puntos. En 2006 solamente se pudo ver un 206 WRC finalizando entre los diez primeros de un rally: el de Jimmy Joge, un piloto sueco que consiguió terminar noveno en el Rally de Suecia.
Posteriormente en 2007 y 2008 varios pilotos privados participaron en pruebas sueltas con el 206 WRC. En el Montecarlo de 2007, el francés Jean-Marie Cuop finalizó noveno, en Noruega el piloto local Tord Linnerud terminó en la decimoquinta posición, y en Córcega tres pilotos franceses se inscribieron en la prueba con diversos resultados: Georges Guebey finalizó veintidós, Alain Vauthier fue excluido y Dominique Savignoni no tomó la salida. Al año siguiente en Montecarlo, el francés Frederic Romeyer no terminó la prueba por avería, en México, el piloto local Ricardo Triviño fue excluido tras la prueba por una ilegalidad, en Cataluña, el español Albert Orriols abandonó por avería, y en Córcega, Vauthier terminó décimo octavo y Guebey se retiró por avería mecánica.

## Palmarés
El Peugeot 206 WRC consiguió su primera victoria en un rally el 5 de febrero de 2000 en el Rally Casino da Povoa, prueba del campeonato portugués en manos del piloto local, Adruzilo Lopes. En el campeonato del mundo logró veinticuatro victorias, dos títulos de pilotos y tres de constructores, y la primera victoria fue en el Rally de Suecia de 2000, justo una semana después de la lograda en Portugal. También conquistó títulos en otros campeonatos como el Campeonato de Europa, donde los pilotos Renato Travaglia y Bruno Thiry se hicieron con el cetro en 2002 y 2003, respectivamente. En campeonatos nacionales el 206 WRC también logró diversos títulos. El español Luis Monzón logró el campeonato de España en la temporada 2001. En el campeonato de Francia de asfalto los pilotos Alexandre Bengué y Nicolas Bernardi lograron el título en 2003 y 2005, respectivamente, y en el certamen sobre tierra Jean-Marie Cuoq logró el título en 2003 y 2010. En Austria el piloto Raphael Sperrer venció en 2002 también con un 206 WRC, y en Finlandia Sebastian Lindholm logró lo mismo en 2002, 2003 y 2004, mientras que Kosti Katajamäki lo consiguió en 2005. En el campeonato italiano Renato Travaglia logró el título en 2002, en el desafío sobre tierra Giuseppe Grossi venció en 2005 y 2006, en el trofeo italiano Devid Oldrati ganó en 2005 y Elwis Chentre lo hizo en 2009, y en la copa internacional Corrado Fontana se llevó el triunfo en 2005. En el campeonato polaco Leszek Kuzaj logró el título de su país en 2002 y en Portugal Adruzilo Lopes y Miguel Campos hicieron lo propio en 2001 y 2002, respectivamente.

### Victorias Campeonato del Mundo

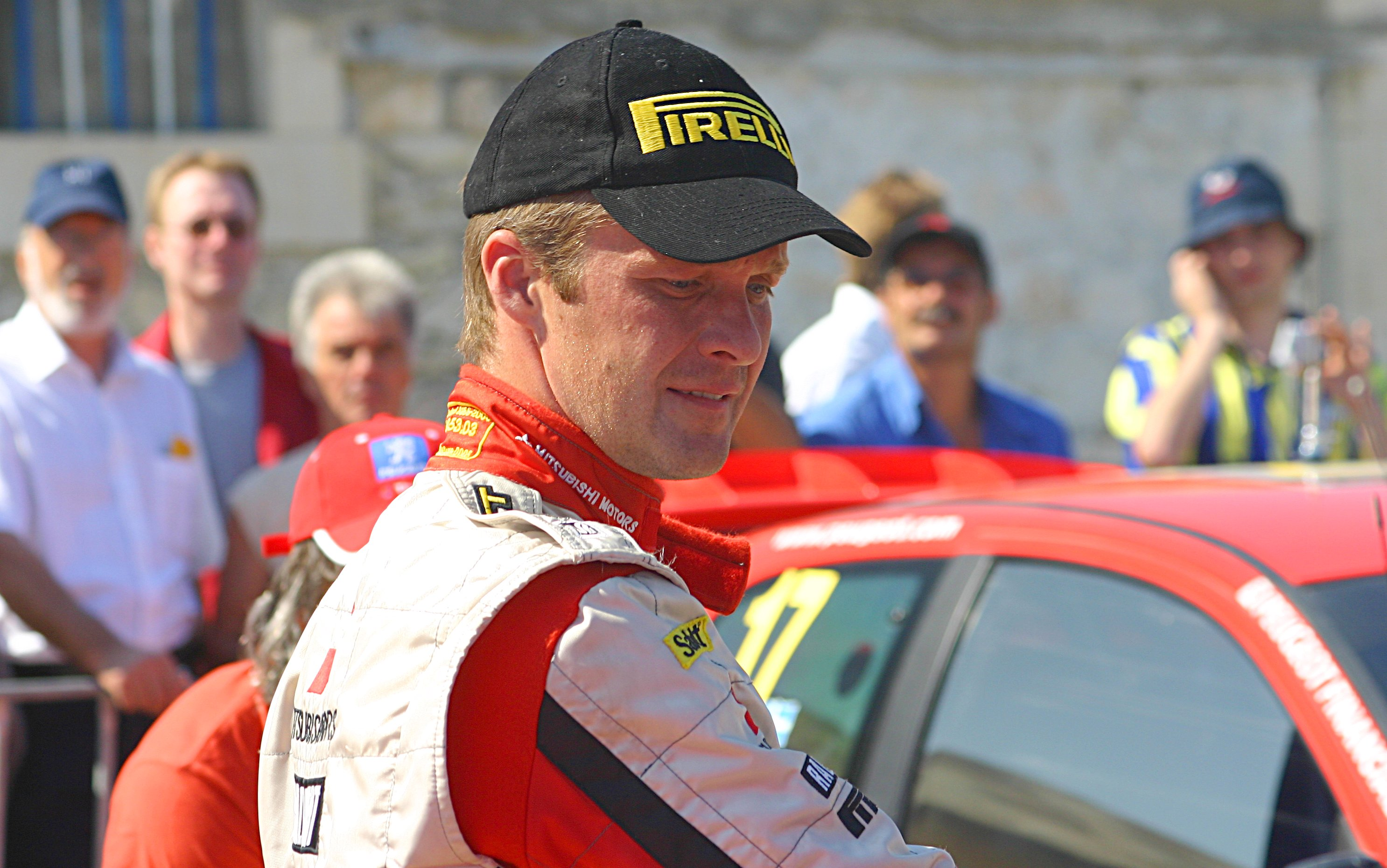
Harri Rovanperä logró la única victoria de su carrera con el Peugeot 206 WRC.

| N.º | Año  | Rally                                   | Piloto          | Copiloto          | Notas                       |
| --- | ---- | --------------------------------------- | --------------- | ----------------- | --------------------------- |
| 1   | 2000 | 49th International Swedish Rally        | Marcus Grönholm | Timo Rautiainen   | [ 20 ] [ 21 ] [ 22 ] [ 23 ] |
| 2   | 2000 | 30th Rally New Zealand                  | Marcus Grönholm | Timo Rautiainen   | [ 20 ] [ 21 ] [ 22 ] [ 23 ] |
| 3   | 2000 | 50th Neste Rally Finland                | Marcus Grönholm | Timo Rautiainen   | [ 20 ] [ 21 ] [ 22 ] [ 23 ] |
| 4   | 2000 | 44ème V-Rally Tour de Corse             | Gilles Panizzi  | Hervé Panizzi     | [ 20 ] [ 21 ] [ 22 ] [ 23 ] |
| 5   | 2000 | 42.º Rallye Sanremo                     | Gilles Panizzi  | Hervé Panizzi     | [ 20 ] [ 21 ] [ 22 ] [ 23 ] |
| 6   | 2000 | 13th Telstra Rally Australia            | Marcus Grönholm | Timo Rautiainen   | [ 20 ] [ 21 ] [ 22 ] [ 23 ] |
| 7   | 2001 | 50th International Swedish Rally        | Harri Rovanperä | Risto Pietiläinen | [ 20 ] [ 21 ] [ 22 ] [ 23 ] |
| 8   | 2001 | 37. Rallye Catalunya - Costa Brava 2001 | Didier Auriol   | Dennis Giraudet   | [ 20 ] [ 21 ] [ 22 ] [ 23 ] |
| 9   | 2001 | 51st Neste Rally Finland                | Marcus Grönholm | Timo Rautiainen   | [ 20 ] [ 21 ] [ 22 ] [ 23 ] |
| 10  | 2001 | 43.er Rallye Sanremo                    | Gilles Panizzi  | Hervé Panizzi     | [ 20 ] [ 21 ] [ 22 ] [ 23 ] |
| 11  | 2001 | 14th Telstra Rally Australia            | Marcus Grönholm | Timo Rautiainen   | [ 20 ] [ 21 ] [ 22 ] [ 23 ] |
| 12  | 2001 | 57th Network Q Rally of Great Britain   | Marcus Grönholm | Timo Rautiainen   | [ 20 ] [ 21 ] [ 22 ] [ 23 ] |
| 13  | 2002 | 51st International Swedish Rally        | Marcus Grönholm | Timo Rautiainen   | [ 20 ] [ 21 ] [ 22 ] [ 23 ] |
| 14  | 2002 | 46ème V-Rally Tour de Corse             | Gilles Panizzi  | Hervé Panizzi     | [ 20 ] [ 21 ] [ 22 ] [ 23 ] |
| 15  | 2002 | 38.º Rallye Catalunya - Costa Brava     | Gilles Panizzi  | Hervé Panizzi     | [ 20 ] [ 21 ] [ 22 ] [ 23 ] |
| 16  | 2002 | 30th Cyprus Rally                       | Marcus Grönholm | Timo Rautiainen   | [ 20 ] [ 21 ] [ 22 ] [ 23 ] |
| 17  | 2002 | 52nd Neste Rally Finland                | Marcus Grönholm | Timo Rautiainen   | [ 20 ] [ 21 ] [ 22 ] [ 23 ] |
| 18  | 2002 | 44.º Rallye Sanremo                     | Gilles Panizzi  | Hervé Panizzi     | [ 20 ] [ 21 ] [ 22 ] [ 23 ] |
| 19  | 2002 | 32nd Propecia Rally New Zealand         | Marcus Grönholm | Timo Rautiainen   | [ 20 ] [ 21 ] [ 22 ] [ 23 ] |
| 20  | 2002 | 14th Telstra Rally Australia            | Marcus Grönholm | Timo Rautiainen   | [ 20 ] [ 21 ] [ 22 ] [ 23 ] |
| 21  | 2003 | 52nd International Swedish Rally        | Marcus Grönholm | Timo Rautiainen   | [ 20 ] [ 21 ] [ 22 ] [ 23 ] |
| 22  | 2003 | 33rd Propecia Rally New Zealand         | Marcus Grönholm | Timo Rautiainen   | [ 20 ] [ 21 ] [ 22 ] [ 23 ] |
| 23  | 2003 | 23º Rally Argentina                     | Marcus Grönholm | Timo Rautiainen   | [ 20 ] [ 21 ] [ 22 ] [ 23 ] |
| 24  | 2003 | 39.º Rallye Catalunya - Costa Brava     | Gilles Panizzi  | Hervé Panizzi     | [ 20 ] [ 21 ] [ 22 ] [ 23 ] |

### Victorias Campeonato de Europa
| N.º | Año  | Rally                                  | Piloto           | Copiloto         |         |
| --- | ---- | -------------------------------------- | ---------------- | ---------------- | ------- |
| 1   | 2001 | 25º Rally 1000 Miglia                  | Renato Travaglia | Flavio Zanella   | [ 109 ] |
| 2   | 2001 | 42.º Rali Vinho da Madeira             | Adruzilo Lopes   | Luís Lisboa      | [ 110 ] |
| 3   | 2002 | 26º Rally 1000 Miglia                  | Renato Travaglia | Flavio Zanella   | [ 111 ] |
| 4   | 2002 | 38th Ypres Westhoek Rally              | Bruno Thiry      | Stéphane Prévot  | [ 112 ] |
| 5   | 2002 | 43.er Rali Vinho da Madeira            | Andrea Aghini    | Loris Roggia     | [ 113 ] |
| 6   | 2002 | 27th Elpa Rally                        | Renato Travaglia | Flavio Zanella   | [ 114 ] |
| 7   | 2002 | 32. Barum Rally Zlín                   | Renato Travaglia | Flavio Zanella   | [ 115 ] |
| 8   | 2002 | 37ème Rallye d'Antibes - Rallye d'Azur | Renato Travaglia | Flavio Zanella   | [ 116 ] |
| 9   | 2003 | 27º Rally 1000 Miglia                  | Miguel Campos    | Carlos Magalhaes | [ 117 ] |
| 10  | 2003 | 32nd Tofaş Rally Turkey                | Bruno Thiry      | Jean-Marc Fortin | [ 118 ] |
| 11  | 2003 | 60 Rajd Polski                         | Miguel Campos    | Carlos Magalhaes | [ 119 ] |
| 12  | 2003 | 34th Rally Bulgaria                    | Bruno Thiry      | Jean-Marc Fortin | [ 120 ] |
| 13  | 2003 | 39th Ypres Westhoek Rally              | Bruno Thiry      | Jean-Marc Fortin | [ 121 ] |
| 14  | 2003 | 44.º Rali Vinho da Madeira             | Miguel Campos    | Carlos Magalhaes | [ 122 ] |
| 15  | 2003 | 28th Elpa Rally                        | Bruno Thiry      | Jean-Marc Fortin | [ 123 ] |
| 16  | 2003 | 38ème Rallye d'Antibes - Rallye d'Azur | Bruno Thiry      | Jean-Marc Fortin | [ 124 ] |